# Gabara stygialis
Gabara stygialis är en fjärilsart som beskrevs av Smith 1903. Gabara stygialis ingår i släktet Gabara och familjen nattflyn. Inga underarter finns listade i Catalogue of Life.